# HD 37124 d
HD 37124 d é um planeta extrassolar a cerca de 108 anos-luz de distância, na constelação de Touro. O planeta foi descoberto, em 2005, orbitando a estrela HD 37124 em uma órbita de longo período. Com base na sua massa, é considerado um gigante gasoso. Uma solução alternativa para as velocidades radiais dá um período de 29,92 dias e uma massa mínima de 17% que a de Júpiter.